# Potôčky, Stropkov
Potôčky este o comună slovacă, aflată în districtul Stropkov din regiunea Prešov. Localitatea se află la altitudinea de 254 m deasupra n.m., se întinde pe o suprafață de 3,56 km2 și în 2017 număra 68 de locuitori.

## Istoric
Localitatea Potôčky este atestată documentar din 1567.

## Demografie
| An:                | 1994 | 2004   | 2014 | 2024    |
| ------------------ | ---- | ------ | ---- | ------- |
| Număr de persoane: | 74   | 70     | 63   | 71      |
| Diferență:         |      | −5,40% | −10% | +12,69% |

| An:                | 2023 | 2024 |
| ------------------ | ---- | ---- |
| Număr de persoane: | 71   | 71   |
| Diferență:         |      | +0%  |